# Kinh tế Marốc
Kinh tế Marốc được coi là một nền kinh tế tự do tương đối được điều chỉnh bởi luật cung cầu. Từ năm 1993, Ma-rốc đã tuân theo chính sách tư nhân hóa một số lĩnh vực kinh tế nhất định từng nằm trong tay chính phủ. Ma-rốc đã trở thành một người chơi chính trong các vấn đề kinh tế châu Phi, và là nền kinh tế lớn thứ 5 châu Phi tính theo GDP (PPP). Diễn đàn kinh tế thế giới đã đặt Marốc là nền kinh tế cạnh tranh nhất ở Bắc Phi, trong Báo cáo cạnh tranh châu Phi 2014-2015.
Khu vực dịch vụ chỉ chiếm hơn một nửa GDP; công nghiệp - bao gồm khai thác, xây dựng và sản xuất - là một phần tư bổ sung. Các ngành ghi nhận mức tăng trưởng cao nhất là ngành du lịch, viễn thông và dệt may. Tuy nhiên, Ma-rốc vẫn phụ thuộc vào một mức độ không phù hợp về nông nghiệp, chiếm khoảng 14% GDP nhưng sử dụng 40 con45% dân số Ma-rốc. Với khí hậu bán khô hạn, rất khó để đảm bảo lượng mưa tốt và GDP của Morocco thay đổi tùy theo thời tiết. Sự thận trọng tài khóa đã cho phép hợp nhất, với cả thâm hụt ngân sách và nợ giảm theo phần trăm GDP.
Hệ thống kinh tế của đất nước được đặc trưng bởi một sự mở cửa lớn đối với thế giới bên ngoài. Trong thế giới Ả Rập, Marốc có GDP phi dầu mỏ lớn thứ hai, sau Ai Cập, tính đến năm 2017.
Từ đầu những năm 1980, chính phủ Ma-rốc đã theo đuổi một chương trình kinh tế nhằm thúc đẩy tăng trưởng kinh tế với sự hỗ trợ của Quỹ Tiền tệ Quốc tế, Ngân hàng Thế giới và Câu lạc bộ chủ nợ Paris. Từ năm 2018, tiền tệ của đất nước, dirham, có thể chuyển đổi hoàn toàn cho các giao dịch tài khoản hiện tại; cải cách khu vực tài chính đã được thực hiện; và doanh nghiệp nhà nước đang được tư nhân hóa.
Các nguồn lực chính của nền kinh tế Ma-rốc là nông nghiệp, khoáng sản phosphat và du lịch. Bán cá và hải sản cũng quan trọng. Công nghiệp và khai thác đóng góp khoảng một phần ba GDP hàng năm. Morocco là nhà sản xuất phosphat lớn thứ ba thế giới (sau Hoa Kỳ và Trung Quốc), và sự biến động giá của phosphat trên thị trường quốc tế ảnh hưởng lớn đến nền kinh tế của Morocco. Chuyển tiền của du lịch và công nhân đã đóng một vai trò quan trọng kể từ khi độc lập. Sản xuất hàng dệt may là một phần của ngành sản xuất đang phát triển, chiếm khoảng 34% tổng kim ngạch xuất khẩu năm 2002, sử dụng 40% lực lượng lao động công nghiệp. Chính phủ mong muốn tăng 3 xuất khẩu từ 1,27 tỷ đô la năm 2001 lên 3,29 tỷ đô la trong năm 2010.
Chi phí nhập khẩu cao, đặc biệt là nhập khẩu xăng dầu, là một vấn đề lớn. Marốc phải chịu cả thất nghiệp cơ cấu và một khoản nợ lớn bên ngoài.
Tỷ lệ thất nghiệp của thanh niên là 42,8% trong năm 2017. Khoảng 80% công việc là không chính thức và khoảng cách thu nhập rất cao. Năm 2018, Ma rốc xếp thứ 121 trên 189 quốc gia trên thế giới về Chỉ số phát triển con người (HDI), sau Algeria (thứ 82) và Tunisia (thứ 91). Đây là quốc gia bất bình đẳng nhất ở Bắc Phi theo NGO Oxfam.